# Kungurium
| ❮ | System  | Serie       | Stufe         | ≈ Alter (mya) |
| - | ------- | ----------- | ------------- | ------------- |
| ❮ | später  | später      | später        | jünger        |
| ❮ | P e r m | Lopingium   | Changhsingium | 251,9 ⬍ 254,2 |
| ❮ | P e r m | Lopingium   | Wuchiapingium | 254,2 ⬍ 259,9 |
| ❮ | P e r m | Guadalupium | Capitanium    | 259,9 ⬍ 265,1 |
| ❮ | P e r m | Guadalupium | Wordium       | 265,1 ⬍ 268,8 |
| ❮ | P e r m | Guadalupium | Roadium       | 268,8 ⬍ 272,3 |
| ❮ | P e r m | Cisuralium  | Kungurium     | 272,3 ⬍ 279,3 |
| ❮ | P e r m | Cisuralium  | Artinskium    | 279,3 ⬍ 290,1 |
| ❮ | P e r m | Cisuralium  | Sakmarium     | 290,1 ⬍ 295,5 |
| ❮ | P e r m | Cisuralium  | Asselium      | 295,5 ⬍ 298,9 |
| ❮ | früher  | früher      | früher        | älter         |

Das Kungurium ist in der Erdgeschichte die oberste chronostratigraphische Stufe des Unterperm bzw. des Cisuralium. Die Stufe reicht in absoluten Zahlen (geochronologisch) von etwa 279,3 Millionen Jahren bis 272,3 Millionen Jahren. Das Kungurium folgt auf das Artinskium und wird vom Roadium, der untersten Stufe des Guadalupiums (Mittleres Perm), gefolgt.

## Namensgebung und Geschichte
Das Kungurium ist nach dem Ort Kungur bei Perm (Russland) benannt. Der Name und die Stufe wurden 1890 von Alexander Stuckenberg vorgeschlagen.

## Definition und GSSP
Die Basis des Kungurium ist definiert durch das Erstauftreten der Conodonten-Arten Neostreptognathus pnevi und Neostreptognathus exculptus. Das Ende der Stufe wird mit dem Erstauftreten der Conodonten-Art Jinogondolella nankingensis markiert. Ein GSSP (global gültige Typlokalität und Typprofil) wurde bisher noch nicht ratifiziert.

## Untergliederung
Das Kungurium kann in drei Conodonten-Zonen untergliedert werden:
- Neostreptognathodus sulcoplicatus-Zone
- Neostreptognathodus prayi-Zone
- Neostreptognathodus pnevi-Zone